# Varadero
Varadero là một thị xã nghỉ mát ở tỉnh Matanzas, Cuba, và một trong những khu nghỉ mát lớn nhất trong vùng Caribê. Varadero cũng được gọi là Playa Azul, có nghĩa là "bãi biển màu xanh" trong tiếng Tây Ban Nha.

## Địa lý
Varadero nằm trên bán đảo Hicacos, giữa vịnh Cárdenas và eo biển Florida, khoảng 140 km về phía đông của La Habana, ở cuối phía đông của đường cao tốc Blanca Via. Bán đảo rộng 1,2 km tại điểm rộng nhất của nó và được tách ra từ đảo Cuba bởi eo biển Kawama. Tuy nhiên doi đất này kéo dài hơn 20 km từ đất liền theo một hướng đông bắc và đỉnh của nó, Punta Hicacos, là điểm cực bắc của đảo Cuba. Vào cuối phía đông bắc của bán đảo là một khu bảo tồn thiên nhiên với rừng mới khai phá và những bãi biển. Công viên tử nhiên Hicacos Point có diện tích 3,12 km2 là khu bảo tồn sinh thái được thành lập vào năm 1974. Nó bao gồm hang động Ambrosio dài 250 m, hồ Mangón (nơi sinh sống 31 loài chim và 24 loài bò sát) và những tàn tích của Calavera La (Skull) Công trình Salt (một trong những muối đầu tiên hoạt động được xây dựng bởi người Tây Ban Nha ở Tân Thế giới) các đảo thấp nhỏ phát triển ngoài khơi, chẳng hạn như Cayo Piedras và Cayo Cruz del Padre là một phần của hầu hết phía tây quần đảo Sabana-Camaguey.
Sân bay Juan Gualberto Gómez nằm phía tây của bán đảo, là sân bay Varadero. Đây là sân bay quan trọng thứ hai của hòn đảo sau sân bay quốc tế José Martí ở La Habana, và phục vụ các chuyến bay quốc tế và trong nước.

## Lịch sử
Tài liệu đầu tiên đề cập đến đầu tiên của Varadero vào năm 1555 nơi lần đầu tiên được sử dụng như một bến tàu khô (Tây Ban Nha: varadero) và muối mỏ của bán đảo (đóng cửa vào năm 1961) cung cấp nhất của Hạm đội Mỹ Latinh Tây Ban Nha kể từ năm 1587. Tuy nhiên, ngày thành lập của Varadero là thành phố duy nhất trên 5 tháng 12 năm 1887, khi gia đình từ thành phố Cárdenas có được một sự cho phép để xây dựng nhà nghỉ trong khoảng thời gian từ 42 ngày nay và đường 48.
Nó được thành lập khu tự quản sau đợt phân chia lại hành hính phân phối ngày 03 tháng 7 năm 1976 (tiếng Tây Ban Nha: municipio) từ một phần khu vực trước đó thuộc vùng lãnh thổ của Cárdenas. Trong tháng 8 năm 2010, khu tự quản Varadero đã bị bãi bỏ theo Luật đã được phê duyệt của Quốc hội Cuba, một lần nữa trở thành một phần của khu tự quản Cárdenas.

## Hình ảnh

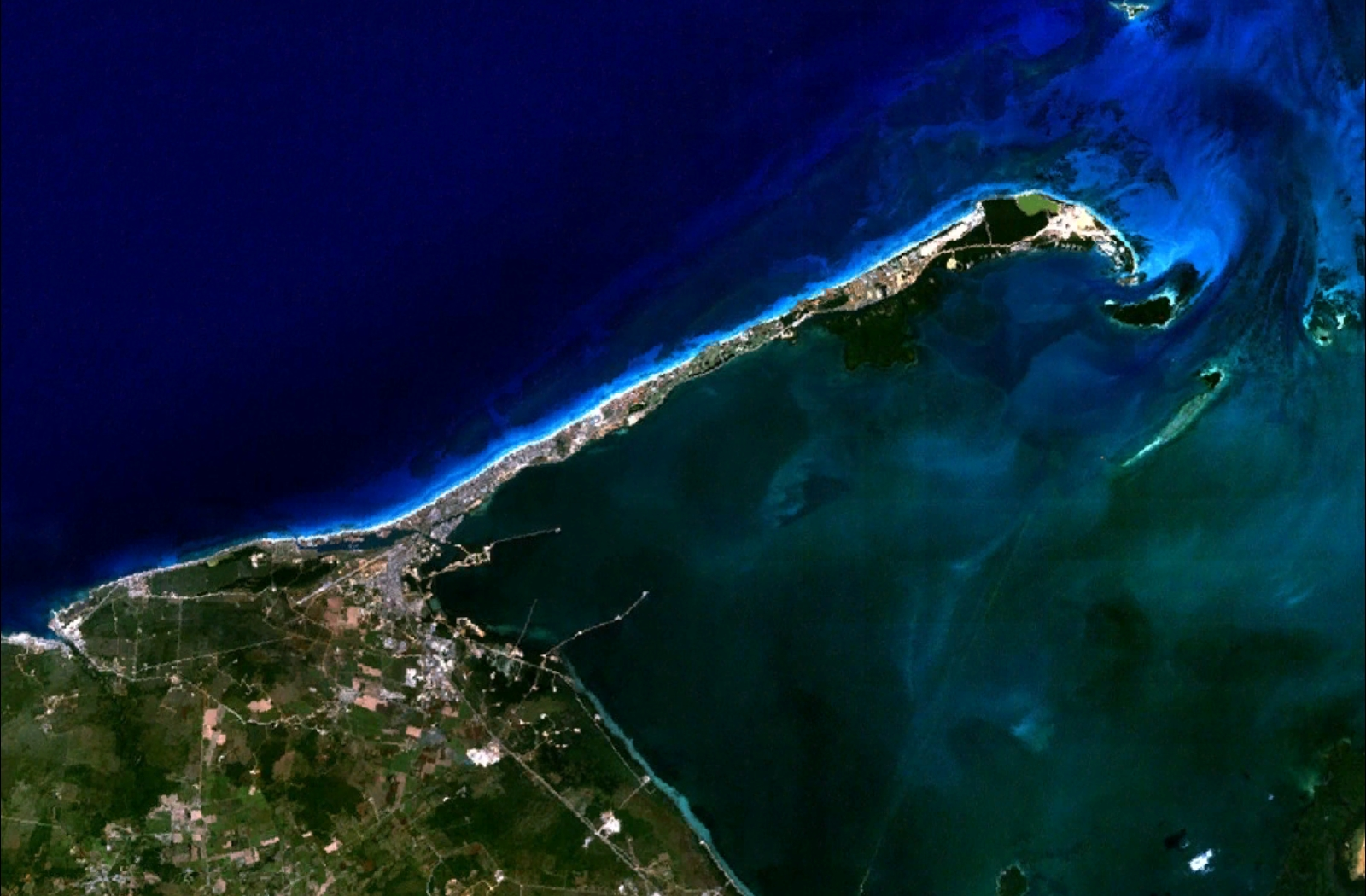
Varadero nhìn từ trên cao
Bãi biển Varadero
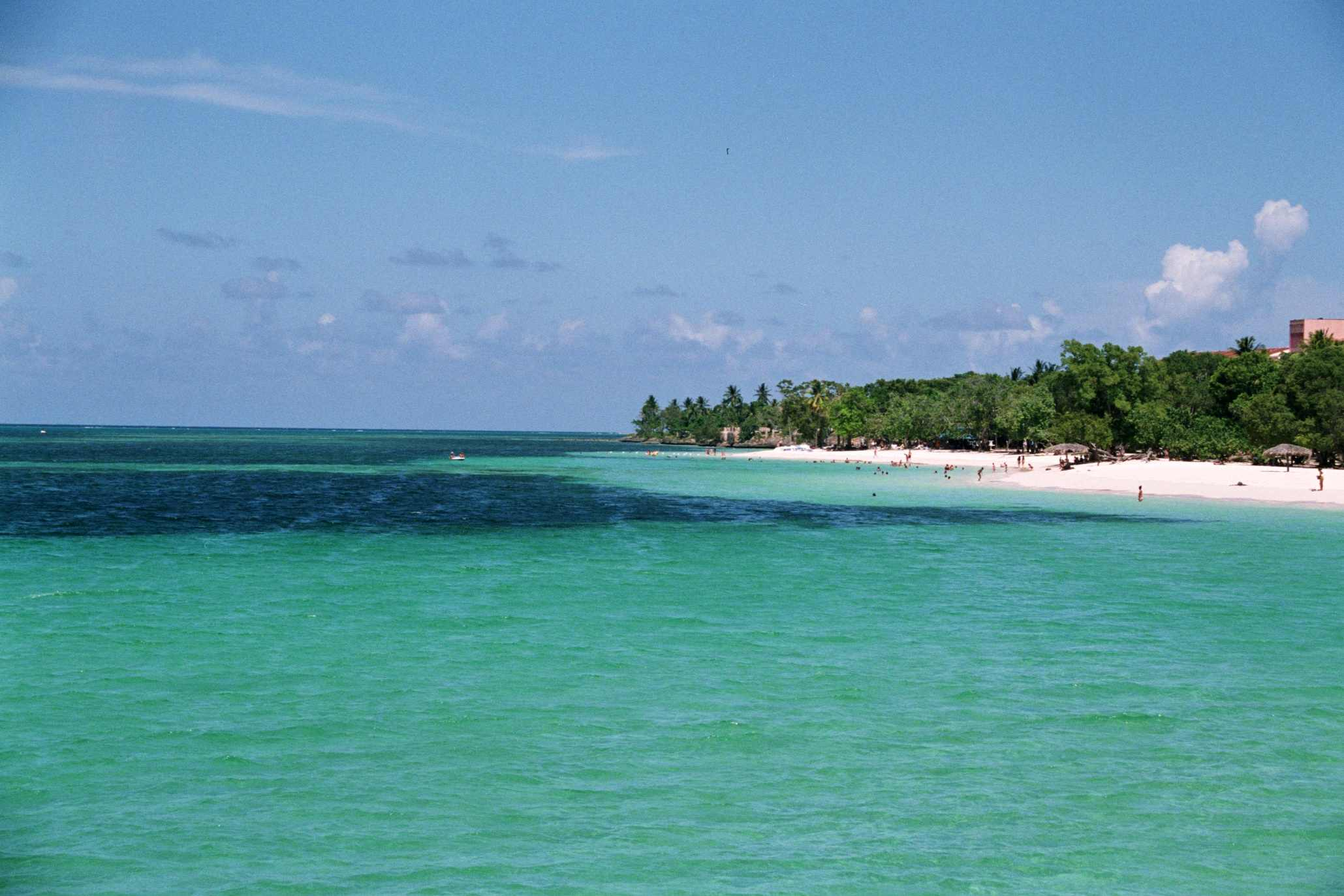
Bãi biển Varadero